# Andamanerne
Andamanerne er en indisk øgruppe, som ligger i Den Bengalske Bugt. Det nærmeste fastland er Burma, der ligger ca. 300 km nordøst for Andamanerne. Øerne er en del af unionsterritoriet Andamanerne og Nicobarerne. Port Blair er øernes største by og unionsterritoriets hovedby. Andamanerne er administrativt et distrikt i unionsterritoriet (Nicobarerne blev udskilt som selvstændigt distrikt i 1974). Øgruppen består af ca 550 øer, hvoraf kun 26 er beboet, og har en befolkning på 314.084 (i 2001).
Der dyrkes te, mango, brødfrugt og kokos. Turistindustrien er voksende.

## Historie
I 1788-1789 gik det britiske styre i Bengalen i gang med at undersøge muligheden for at etablere en straffekoloni på Andamanerne. I 1789 grundlagdes Port Cornwallis (nu Port Blair), men mange døde af sygdomme, og den flyttedes nordpå. Det viste sig for dyrt at bevare kolonien, og den blev opgivet i 1796. I 1857 prøvede englænderne igen at etablere en koloni på øerne og valgte at lægge hovedbyen samme sted som oprindeligt, men gav den nu navnet Port Blair.
Under 2. verdenskrig blev øerne besat af Japan. Efter krigen var de i kort tid igen under britisk kontrol, til de blev del af Indien ved Indiens uafhængighed.
Andamanerne var et af de områder, der ramtes af jordskælvet i Det Indiske Ocean 2004.

## Befolkning
Øerne har en oprindelig negritobefolkning, der lever som jægere og samlere. Negritoer har sort hud, kruset hår og lav eller meget lav vækst. Mange negritoer er lige så små som Afrikas pygmæer, men de er ikke i slægt med dem.
Andamanernes negritoer er efter al sandsynlighed efterkommere efter den første bølge af udvandrere fra Afrika for mindst 50.000 år siden . På det tidspunkt sejlede mennesker fra Afrika hen langs sydkysten af Asien og nåede frem til Ny Guinea og Australien. De har formentlig levet tæt ved kysterne og har ikke i første omgang trængt længere ind på kontinenterne. Der er bevaret samlinger af skeletter af andamanere indsamlet i 1800-tallet, og de er nu analyseret genetisk . Desuden er der analyseret prøver fra nogle af de få tilbageværende nulevende andamanere . Analyserne omfatter både kerne-DNA samt haplotyper, dvs. DNA, der nedarves uforandret enten fra moderen (mitochondrie-DNA) eller fra faderen (DNA i Y-kromosomet). Alle disse analyser viser, at Andamanernes urbefolkning er en del af den stamlinje, der sejlede ud langs Sydasiens kyst. De viser også, at øernes beboere, efter at de slog sig ned på stedet, har været isoleret fra andre mennesker i titusinder af år. De har således udviklet visse alleler, som ikke findes andre steder, og de har mistet mange alleler som følge af, at de igennem lang tid har levet i små populationer. Den genetiske sammensætning af deres kerne-DNA viser ikke slægtskab med nogen anden folkegruppe i verden. Analysen af mitochondrier og Y-kromosomer viser, at de tilhører to forskellige grupper, som formentlig har koloniseret øerne uafhængigt af hinanden. Det stemmer overens med, at urbefolkningen stadigvæk fordeler sig på adskilte stammer, som er hinandens fjender og ikke omgås, og at de to stammer dels har forskelligt udseende, dels tilhører forskellige sproggrupper. Fælles for sprogene er, at de har en ganske svag lighed med sproget hos nogle isolerede folk i det østlige Indonesien og i Papua Ny Guinea.
I 1858 kunne man opgøre antallet af stammer på øgruppen. De nordlige områder var beboet af 10 forskellige stammer af "store andamanesere", mens de sydlige dele var beboet af små mennesker, dels Jarawa-folket, dels nogle isolerede stammer på øerne Sentineli og Onge.
Den samlede befolkning var på ca. 10.000 i 1779. Briterne etablerede i 1857 en straffekoloni ved Port Blair, og på det tidspunkt var den oprindelige befolkning faldet til ca. det halve. Efter etablering af straffekolonien var der en kraftig stigning i antallet af indere og karen (folkeslag fra Burma). Antallet af de oprindelig folk gik kraftigt tilbage i samme periode, blandt andet pga. de sygdomme indvandrerne bragte med sig. I dag omfatter den oprindelige befolkning ca. 400 mennesker.
Nogle stammer er helt uddøde. Der er meget få store andamanere tilbage (se kortet over befolkningsudvikling). Af de små andamanere har der overlevet nogle af Sarawa-folket og befolkningen på Onge. Den eneste helt upåvirkede befolkning er dem, der lever helt isoleret på øen Sentineli. Når nogle forsøger at komme i nærheden af øen, bliver de beskudt med pile. Det er et af de eneste tilbageværende stenaldersamfund. Sentineli-folket og Sarawa-folket er nogle af de få folkeslag i verden, der stadig lever som jægere og samlere.